# Зенобия (царица Армении)
Зено́бия, также Зено́вия (арм. Զենոբիա; груз. ზენობია) — дочь царя Великой Армении Митридата Иберийского, вышедшая замуж за своего двоюродного брата Радамиста. Известна прежде всего по Анналам Тацита, а также многим произведениям искусства, изображающим её.
Радамист с 34 года н. э. командовал кавказскими иберами и стремился занять армянский престол. В 51 году ему это удалось. Зенобия занимала трон царицы Армении в 51—53 и 54—55 годах н. э., в период царствования Радамиста. После того как Радамиста во второй раз свергли, он с женой пустился в бегство. Во время бегства от Тиридата, нового правителя Армении, беременная Зенобия попросила Радамиста убить её, дабы избежать позорного плена. Муж нанёс ей удар мечом и бросил её в воды Аракса. Однако рана оказалась не смертельной, а из воды её вытащили пастухи. Затем она досталась Тиридату, который относился к ней с уважением и почтением.

## Отражения в культуре
Благодаря Тациту, трагический сюжет о Радамисте и Зенобии положен в основу ряда произведений искусства:
- Трагедия Кребийона-старшего «Радамист и Зенобия» (1711).
- Опера Генделя «Радамист» (1720).
- Оперы «Зенобия» на либретто Метастазио писали Джованни Бонончини в 1737 году и Иоганн Адольф Хассе в 1761 году.
- В театральной постановке Зенобию сыграла известная французская актриса Адриенна Лекуврёр
- Картина Луиджи Сабателли «Радамист убивает Зенобию» (1803).
- Картина Н. Пуссена «Царица Зенобия, найденная на берегах Аракса» (1634).
- Картина В. Бугро «Зенобия на берегу Аракса» (1850).
- Картина П. Бодри «Зенобия, найденная пастухами на берегу Аракса» (1848)
- Неоконченная пьеса Александра Грибоедова «Родамист и Зенобия» (сохранился только план).

- «Радамист убивает Зенобию», картина Луиджи Сабателли (1803)
- «Зенобия на берегу Аракса», картина Вильяма Бугро (1850)
- «Царица Зенобия найденная на берегах Аракса», картина Николы Пуссена (1634)
- Первая страница трагедии Кребийона-старшего «Радамист и Зенобия» (1711).
- «Зенобия, найденная пастухами на берегу Аракса», картина Поля Бодри (1848)